# Tấn công nhà thờ Hồi giáo Sinai 2017
Vào ngày 24 tháng 11 năm 2017, nhà thờ Hồi giáo al-Rawda bị khoảng bốn mươi tay súng tấn công trong thời gian diễn ra buổi cầu nguyện thứ sáu. Nhà thờ Hồi giáo này nằm gần thị trấn Bir al-Abed, phía Tây thành phố El Arish ở tỉnh Bắc Sinai của Ai Cập. Cuộc tấn công bằng súng và bom đã giết chết hơn 305 người và làm bị thương hơn 128, khiến nó trở thành cuộc tấn công khủng bố chết nhiều người nhất trong lịch sử Ai Cập. Đây là vụ tấn công khủng bố nhiều người chết thứ hai vào năm 2017 cho đến 5/12/2017, sau vụ đánh bom ở Mogadishu, Somalia, vào tháng 10 cùng năm.

## Tấn công
Nhà thờ Al-Rawda, thuộc bộ tộc Jreer địa phương của bộ lạc Sawarka và bộ Sufi Darqawa, nằm trên đường cao tốc ven biển chính của Sinai nối liền thành phố Port Said to Dải Gaza. Nhà thờ này nằm trên đường nối giữa El Arish và Bir al-Abed.
Theo giới chức quốc phòng, những kẻ tấn công ban đầu đánh bom vào khu vực nhà thờ và tiếp đó dùng súng máy tấn công những người cầu nguyện bên trong. Các nhân chứng cho biết, các tay súng này đi trên 4 chiếc ô tô địa hình. Khi xe cứu thương đến để vận chuyển người bị thương đến bệnh viện, chính các xe cứu thương này cũng trở thành mục tiêu tấn công của các tay súng. Các tay súng đã chọn các vị trí tập kích và nã súng vào các xe cứu thương. Người dân địa phương đã nhanh chóng đáp trả, bằng cách đưa người bị thương đến các bệnh viện bằng xe hơi và xe tải và thậm chí lấy vũ khí để chiến đấu với những kẻ tấn công.
Không có nhóm nào nhận trách nhiệm về vụ tấn công, mặc dù có những báo cáo rằng vụ tấn công này dường như được Wilayat Sinai thực hiện. Ngày 25 tháng 11, văn phòng công tố Ai Cập, trích dẫn các cuộc phỏng vấn với những người sống sót, nói rằng những kẻ tấn công đã vung cờ của nhà nước Hồi giáo.
Các chiến binh Hồi giáo đã hoạt động tại Sinai kể từ tháng 7 năm 2013, giết chết ít nhất 1.000 nhân viên lực lượng an ninh Ai Cập.

## Thương vong
Ít nhất 305 người đã thiệt mạng, trong đó có 27 trẻ em và ít nhất 128 người khác bị thương. Nhiều nạn nhân làm việc tại một mỏ muối gần đó và đã đến nhà thờ Hồi giáo để cầu nguyện buổi thứ sáu khi vụ tấn công xảy ra.

## Động thái quân sự
Tổng thống Ai Cập El-Sisi đã thề sẽ đáp lại bằng "sức mạnh tối đa" và các nhà chức trách Ai Cập nhanh chóng tuyên bố một cuộc phản công, Không quân Ai Cập đã phá huỷ vũ khí và một số cơ sở vũ trang của các tay súng. Các cuộc không kích cũng đã được tiến hành ở vùng núi xung quanh thị trấn.

## Phản ứng
Ai Cập tuyên bố để tang ba ngày. Tổng thống Ai Cập Abdel Fattah el-Sisi triệu tập cuộc họp quốc gia và nói rằng cuộc tấn công "sẽ bị trừng phạt". Tổng thống cũng ra lệnh cho chính phủ phân bổ ngân quỹ để trợ cấp cho các gia đình có người người chết và bị thương.
Việc mở cửa biên giới ba ngày qua dải Gaza từ Ai Cập tại Rafah, dự kiến từ ngày 25-27 tháng 11, đã bị hủy vì những lo ngại về an ninh. Liên hoan phim quốc tế Cairo tuyên bố sẽ tiếp tục tổ chức các lễ hội, và lên án các vụ tấn công.
Tòa nhà [Thành phố Tel Aviv-Yafo], Thư viện Birmingham và Tháp CN được phủ màu sắc của Quốc kỳ Ai Cập như một dấu hiệu của tình đoàn kết. Ánh sáng của Tháp Eiffel cũng đã được tắt đi để chia buồn.
Nhiều chính phủ và các nhà lãnh đạo thế giới đã lên án các vụ tấn công qua các tuyên bố và bài đăng chính thức trên các phương tiện truyền thông đại chúng. Các quốc gia và tổ chức như vậy gồm: Liên Hợp Quốc, Anh, Nga, Iran, Israel, Georgia, Afghanistan, Ấn Độ, Nhật Bản, Jordan, Pháp, Palestine, Hamas, Thổ Nhĩ Kỳ, Canada, Vatican, Qatar, Liên đoàn Arập, NATO, Nigeria, Ý, Kuwait, Pakistan, Saudi Arabia, Sri Lanka, Hà Lan, Iraq, Các tiểu vương quốc Arập thống nhất, Hoa Kỳ, Liên minh châu Âu, Latvia, Armenia. Kenya, Trung Quốc, Hy Lạp.